# Héloïse de Pithiviers
Héloïse (ou Helvide ou Helvise) de Pithiviers (ou de Blois), dame de Pithiviers, est née entre 965 et 970 et est morte avant 1025. 

## Biographie
Elle est la sœur de Roger de Blois, évêque de Beauvais en 999-1022 et probablement du comte palatin Hugues de Beauvais. Les historiens, ont démontré plusieurs fois qu'elle ne peut pas être la fille du comte Eudes Ier de Blois et de Berthe de Bourgogne. 
Sa filiation agnatique s'explique plus facilement en la rattachant à Hugues de Blois,. L'origine d'Héloïse actuellement proposée pour sa filiation cognatique la rattache aux Hugonides (cf. les comtes de Laon et de Bassigny ). Cela permet d'expliquer les anthroponymes de Roger Ier de Blois, de Hugues et d'Héloïse.
Elle épouse Renart dit de Broyes et lui donne plusieurs enfants dont Odalric ou Oury. Si Renart et ses enfants sont les premiers à être qualifiés de seigneurs de Pithiviers, le qualificatif de dame de Pithiviers et d'autres éléments démontrent que cette châtellenie formait la dot d'Héloïse.
Après le décès de son mari lors d'un pèlerinage à Rome, elle est chargée de la seigneurie châtelaine de Pithiviers. Elle y fait bâtir un donjon ou une tour maîtresse. Renforcée et surélevée jusqu'à 33 mètres à la fin du XIe siècle, elle dominera la ville pendant près de 840 ans avant sa démolition en 1837. Son architecte est Lanfroi ou Lanfroy, le même qui travailla sur le chantier du château d'Ivry.
Elle finance également la reconstruction de l'église castrale qui devient la Collégiale Saint-Georges. Elle dote le chapitre de 12 chanoines et d'un dignitaire. Elle y fut inhumée avant 1025. Gênée par la nouvelle tour maîtresse, cette église n'aura pas la nef initialement prévue. Mais elle bénéficiera d'un chevet avec déambulatoire et 4 absidioles rayonnantes favorisant l'exposition de reliques.
Vers 998, Héloïse de Pithiviers accueille l’ermite arménien saint Grégoire de Nicopolis et l'installe dans la chapelle des moines de Vertou à Baudrevilliers (Bondaroy). Lorsqu’il meurt, vers 1006, elle fait ramener sa dépouille à Pithiviers dans l'église collégiale Saint-Georges.
La vie relativement exceptionnelle d'Héloïse et ses réalisations (donjon, église collégiale) ont marqué ses contemporains. En dehors des récits hagiographiques, elle est un personnage notable dans une Chanson de Geste, Garin le Loherain (Cycle Lorrain). Elle a indirectement influencé d'autres conteurs ou chroniqueurs, comme le moine anglo-normand Orderic Vital.

## Famille et descendance
De son union avec Renart naissent :
- Odalric : seigneur de Pithiviers après sa mère et évêque d'Orléans de 1022 à 1033[13] ;
- Héloïse (II) de Pithiviers ou de Châteaudun qui épousa en 1004 Geoffroy Ier du Perche.
- Isembart (ou Erambert) (vers 965/70 - vers 1028) : héritier[14] de Broyes et des biens champenois de son père ; du côté d'Héloïse, ses oncles par alliance Hugues de Beauvais et Roger Ier de Blois, lui laissent (1008) la seigneurie de Nogent-le-Roi qui portera alors le nom de Nogent-l'Erambert.

## Pour approfondir